# Smoking

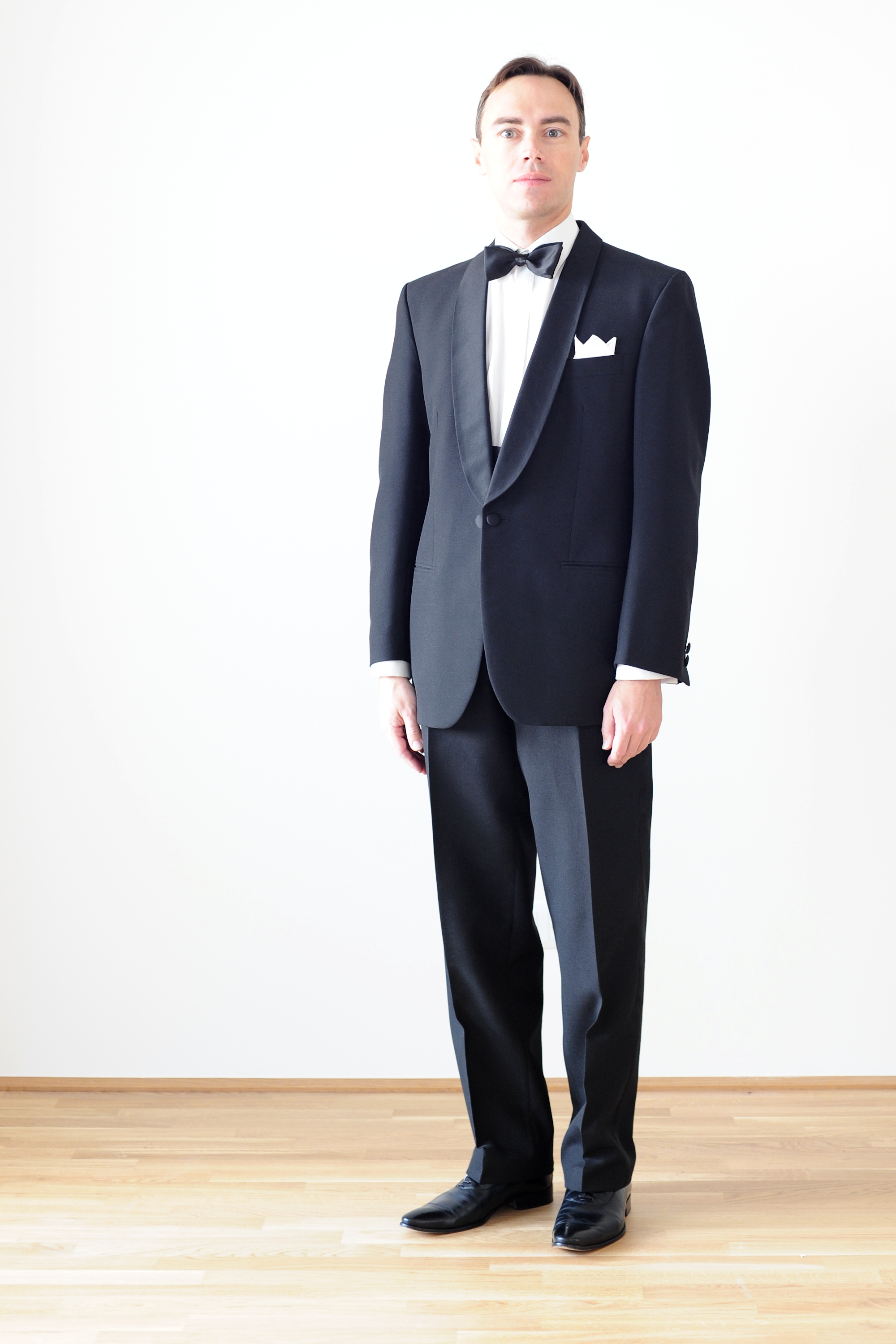
Mann im Smoking

Ein Smoking ist ein besonders eleganter Anzug und Teil der Abendgarderobe für Herren. Er wird auch als Kleiner Gesellschaftsanzug bezeichnet im Gegensatz zum Frack als großem Pendant.
Die Bezeichnung ist aus dem Englischen entlehnt: smoking jacket bezeichnete ursprünglich eine aus Samt gefertigte und gegebenenfalls mit Tressen verzierte Jacke. Die spätere Entwicklung des Begriffs ist deutsch und französisch geprägt, er ist in den deutsch- und französischsprachigen Ländern sowie in Italien gebräuchlich. Im britischen Englisch heißt der Smoking dinner jacket oder dinner suit. In gedruckten Einladungen wird auf diese Kleiderordnung mit black tie beziehungsweise cravate noire (für die zugehörige schwarze Fliege) hingewiesen. In den USA nennt man den Smoking und seine modernen Interpretationen tuxedo (kurz tux).

## Geschichte

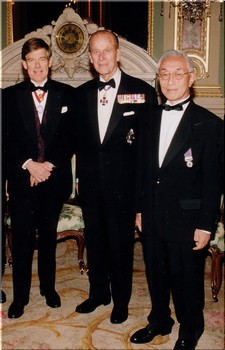
Alec Broers, Philip, Duke of Edinburgh, und Hitoshi Narita im Smoking

Als Vorläufer des Smokings wird das smoking jacket angesehen. Der Samt, aus dem diese Jacke bestand, hatte ursprünglich auch kräftige, dunkle Farbtöne wie etwa Weinrot, Tannengrün oder ein tiefes Dunkelblau. Diese Smokingjacke zog man statt der Frackjacke an, wenn man sich nach dem Dinner zum Rauchen ins Raucherzimmer begab, um dort einen Digestif zu trinken oder Karten zu spielen. Da der Rauchgeruch als den Damen unzumutbar empfunden wurde, war ein Wechsel zumindest der Jacke unabdingbar. Zugleich bedeutete das Überziehen der Smoking-Jacke, dass mit dem Rückzug der Herren der offizielle Teil des Abends beendet war.

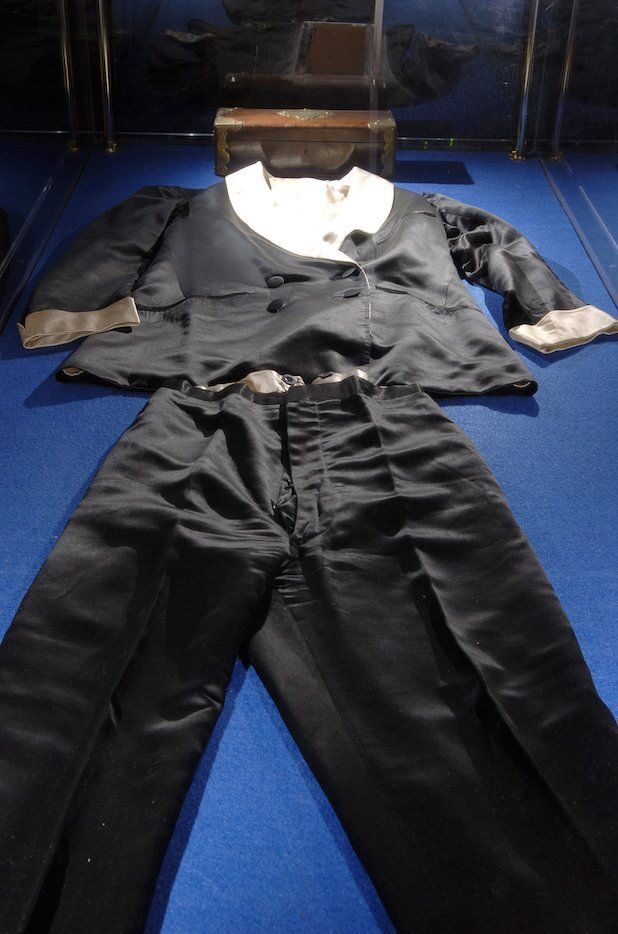
Smokingjacket aus Seide von 1912

Eine weitere Variante ist aus Seide gefertigt und mit Steppnähten verziert. Sie hat ebenfalls kräftige Farbtöne, einen Schalkragen und wird entweder mit einer Kordel durch Zusammenbinden oder mit Knebelknöpfen geschlossen. Sie wird bis in die heutige Zeit als Hausjacke verwendet.
Der Ursprung des Smokings in seiner heutigen Form lässt sich nicht sicher datieren. Vermutlich ging man in der Mitte des 19. Jahrhunderts vereinzelt dazu über, sich das genannte smoking jacket aus schwarzem Stoff anfertigen zu lassen, um es auch zu informellen Essen tragen zu können – das dinner jacket war geboren. Unbestritten ist, dass der spätere Eduard VII., damals als Albert Eduard Prince of Wales, eine Vorliebe für elegante und zugleich bequeme Kleidung hatte. Er war daher dankbar für eine solche Alternative zum Frack und ließ sich vom englischen Maßschneider Henry Poole ein solches dinner jacket anfertigen. Damit machte er dieses Kleidungsstück für informelle Anlässe gesellschaftsfähig. Dieses erste dinner jacket hatte darum einen Schalkragen.
Nach Amerika kam das Kleidungsstück vermutlich über James Brown Potter, der 1886 Eduard VII. in Sandringham in Großbritannien besucht hatte und sich für diesen Anlass in London ein dinner jacket schneidern ließ. Nach seiner Rückkehr trug er diesen Abendanzug auch an seinem Wohnort Tuxedo Park, einer Gated Community in Tuxedo im US-Bundesstaat New York, von wo aus sich das Kleidungsstück als tuxedo in der amerikanischen Gesellschaft verbreitete.
Der Smoking wurde bis in die frühen 1920er Jahre nur bei Privatgesellschaften (z. B. privaten Abendessen, Männerclubbesuchen) getragen. Zu formellen Abendveranstaltungen blieb der Frack das einzig angemessene Kleidungsstück. Erst danach gewann der Smoking immer mehr an Bedeutung, bis er Ende der 30er Jahre den Frack bei den meisten Anlässen zu ersetzen begann.

## Kleiderordnung

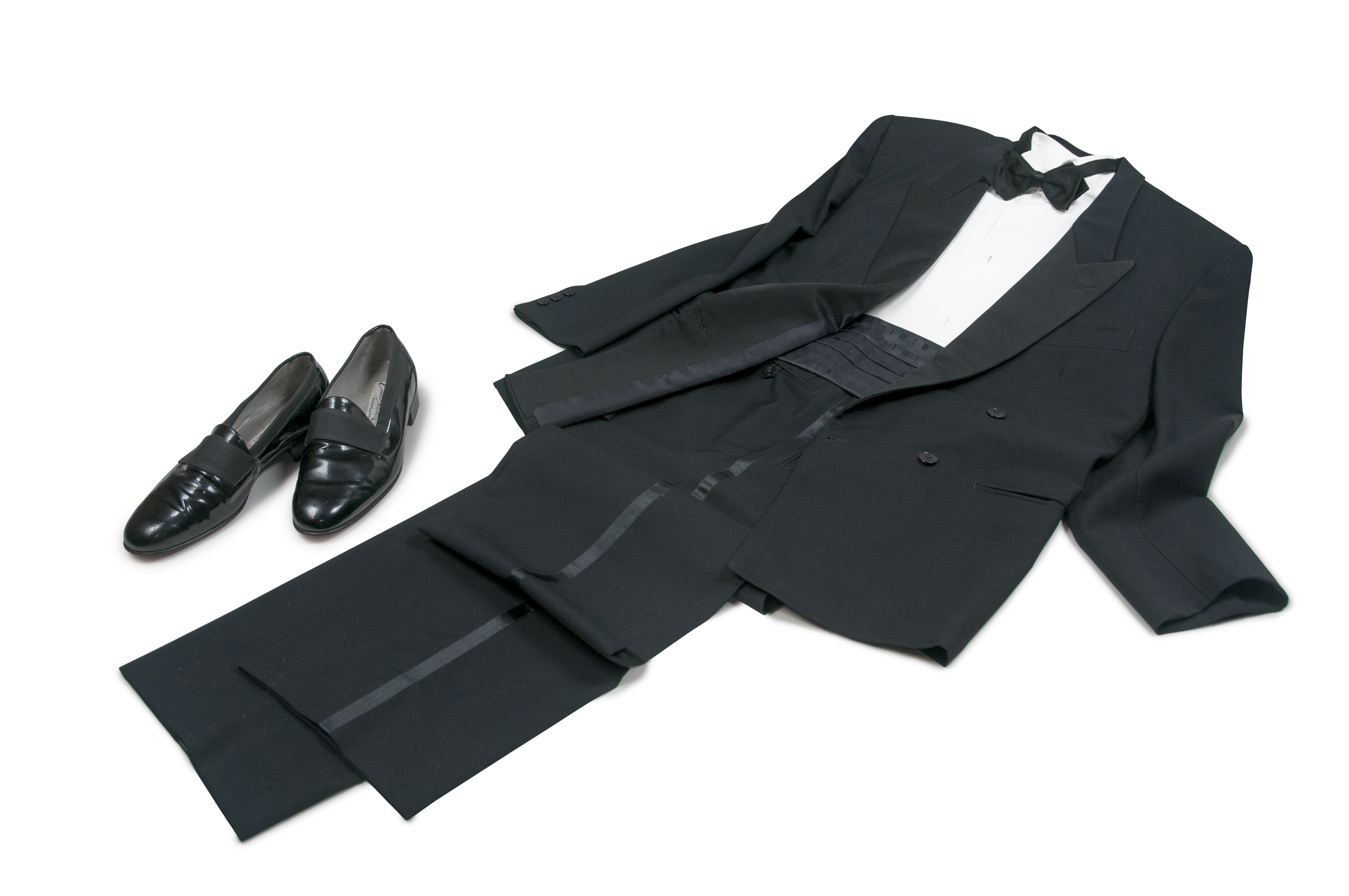
Smoking mit passenden Schuhen

### Smokingjackett
Ein klassisches Smokingjackett besteht aus einem einreihigen oder zweireihigen Sakko ohne Rückenschlitz. Die Farbe ist schwarz oder mitternachtsblau. Das klassische einreihige Smokingjackett hat nur einen Schließknopf, wobei es mit Knopfloch geschlossen werden kann oder mit einem Kettenverschluss zu schließen ist (zwei Knöpfe und zwei Knopflöcher). Das Revers ist mit Seidensatin oder gerippter Seide (Ripsseide), dem Seidenspiegel, besetzt. Es kann als steigendes Spitzrevers oder als Schalfasson ausgeführt sein. Die Jacketttaschen werden als Paspeltaschen (ohne Klappe) ausgeführt. Die Knöpfe (Schließknöpfe und Ärmelknöpfe) werden mit dem gleichen Material wie das Revers besetzt.
In südlichen Ländern, auf Schiffsreisen und bei Anlässen im Freien kann statt des schwarzen Sakkos auch ein weißes oder elfenbeinfarbenes Dinnerjacket (im Englischen ivory dinner jacket genannt) getragen werden.

### Smokinghose
Zu einem Smoking-Jackett trägt man eine aufschlaglose Hose mit einem einfachen Galon.
Die Hose wird im gleichen Stoff wie die Jacke und der Galon im gleichen wie der Seidenspiegel des Revers ausgeführt, mit Ausnahme des weißen Dinnerjackets, hier ist die Hose schwarz.
Die untere Kante verläuft leicht schräg nach hinten zum Absatz. Die Hose ist also hinten einige Millimeter länger. Der Bund wird von Weste oder Kummerbund verdeckt und liegt daher auf Höhe des Bauchnabels. Die Smokinghose hat keine Gürtelschlaufen. Stattdessen wird die Hose durch von innen am Bund angeknöpfte Hosenträger gehalten. Diese sind aus schwarzer oder weißer Seide mit weichen, genähten Laschen. Taillierte Männer können alternativ auch Hosen ohne Hosenträger anziehen. Die Bundweite ist dabei mit Hilfe von an der Seite angebrachten Knöpfen oder Schnallen verstellbar.

### Smokinghemd
Zum Smoking trägt man ein Herrenoberhemd in weiß oder leicht ecru. Es zeichnet sich aus durch Umschlagmanschetten mit geraden Ecken. Der Kragen ist meist als Umlegekragen ausgeführt, traditionelle Kläppchenkragen sind aber ebenfalls möglich.
An den Manschetten sind keine Knöpfe angenäht, wie auch häufig am oberen Teil der Brustleiste. Diese werden mit separaten Manschetten- und Frackknöpfen geschlossen. Bei der Brustleiste handelt sich dabei um den unter der Jacke sichtbaren Teil mit zwei bis drei Knöpfen.
Die Knöpfe werden auch als Set zusammen angeboten und sind gestalterisch aufeinander abgestimmt. Die verbreitetste Art sind mit sogenannten Cabochons (rund oder oval geschliffenen Edelsteinen) besetzt, häufig Granate oder Onyxe, welche aufgrund ihrer schwarzen Farbe sehr gut zum Smoking passen.
Modernere Hemden haben auch eine verdeckte Knopfleiste (englisch fly front). Dabei befindet sich eine Stoffbahn über der Knopfleiste und das Hemd ist durchgängig mit angenähten Brustknöpfen ausgestattet.
Die Hemdbrust kann völlig glatt, längs oder quer gefältelt (Plissee), mit Biesen oder Rüschen besetzt sein. Auch eine Hemdenbrust aus gestärktem Baumwollpikee ist möglich.

### Accessoires
Zum Smoking wird traditionell eine schwarze Schleife getragen. In jüngerer Zeit wird zum Smoking alternativ eine schlichte schwarze Krawatte (ohne Muster) kombiniert. Bei formeller Kleidung ist der Hosenbund stets bedeckt. Zum klassischen einreihigen Smoking wird häufig eine tief ausgeschnittene einreihige oder zweireihige schwarze Weste im gleichen Material wie Hose und Jacke getragen. Seit den 1930er Jahren ist auch der weniger förmliche Kummerbund aus schwarzem Seidensatin verbreitet. Zum zweireihigen Smokingjackett werden weder Weste noch Kummerbund getragen, da die Jacke immer geschlossen bleibt.
Als Pochette ist ein im Farbton des Hemdes gehaltenes Einstecktuch aus Leinen oder Baumwolle üblich.
Eine Uhr zu tragen, wird gelegentlich als unpassend empfunden. Darum sollte ein möglichst klassisches Design gewählt werden. Ein schlichtes Silber, mit schwarzem Lederarmband, ist optimal. Es kann auch eine Taschenuhr in die Westentasche gesteckt werden.
Während es dem britischen Vorbild folgend auch in Kontinentaleuropa inzwischen üblich wird, zum Smoking Orden (insbesondere als Bandminiatur oder Miniaturordensspange) auf der linken oberen Brustseite zu tragen, war dies ehedem überwiegend dem Frack oder offizieller Repräsentationskleidung vorbehalten. Auf obigem Lichtbild ist mittig der Herzog von Edinburgh im Smoking mit Miniaturspange, Halsorden und Stern des Hosenbandordens zu sehen.

### Schuhe, Strümpfe
Zum Smoking trägt man schwarze Halbschuhe mit dünner Ledersohle: entweder ganz traditionell Opernpumps (lacklederne Schlupfschuhe mit breiter Ripsschleife über dem Rist), oder Schnürschuhe, die entweder auf Hochglanz poliert sind oder einen Schaft aus Lackleder haben. Der Schaftschnitt ist in diesem Fall der eines glatten Oxford (Plain Oxford: keine Muster, wenige und unauffällige Nähte, geschlossene Schnürung). Mit den Schuhen werden schwarze, knielange Seidenstrümpfe kombiniert. Soweit diese – klassischerweise –  keinen elastischen Bund haben, müssen sie von Strumpfhaltern gehalten werden.

## Der Smoking für Frauen

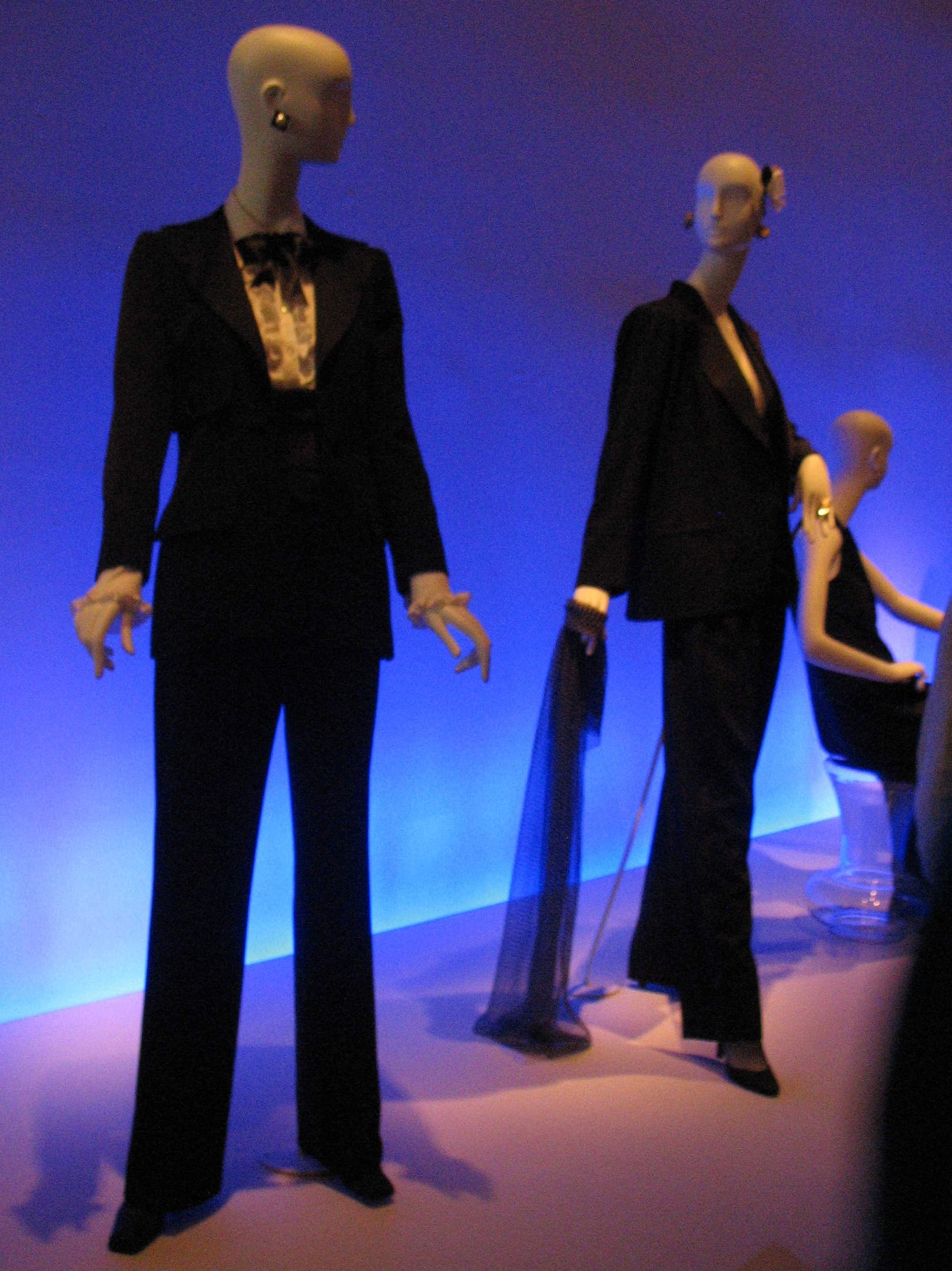
Le smoking von Yves Saint-Laurent

Bereits in den 1920er Jahren ließ sich beispielsweise die Schauspielerin Marlene Dietrich – mit ihrer zur damaligen Zeit für Frauen extravaganten Vorliebe für Hosenanzüge – Smokings vom Herren-Maßschneider auf den Leib schneidern. Als Standard-Kleidungsstück blieb der Smoking allerdings bis in die 1960er Jahre ausschließlich den Herren vorbehalten.
1962 trug die französische Schauspielerin Catherine Deneuve als erste Frau öffentlichkeitswirksam einen für Damen angepassten Haute-Couture-Smoking des französischen Modedesigners Yves Saint-Laurent. Saint-Laurent nahm den Smoking für Frauen, den er Le Smoking nannte, 1965 für die Saison 1966 in seine Prêt-à-porter-Kollektion Rive Gauche auf und bot ihn fortan in zahlreichen Variationen an. Saint-Laurents Smoking für Damen war ein modisches Symbol der zweiten Welle der Frauenbewegung und damit der Emanzipation der Frau in den 1960er Jahren. Für Barbara Vinken ist Le Smoking die auffallendste Übernahme der Männer- in die Frauenmode, „in der gleichzeitig dieser Sexappeal des Männlichen in dem Weiblichen besonders klar zum Tragen kommt“. Bis heute bietet das Haus Yves Saint-Laurent in seinen Kollektionen an die heutige Zeit angepasste Versionen von Le Smoking für Damen an.